# Tupolev ANT-4
Il Tupolev ANT-4 (in cirillico Туполев АНТ-4) era un monoplano bimotore progettato dallo TsAGI, all'epoca diretto da Andrej Nikolaevič Tupolev, e sviluppato in Unione Sovietica nella seconda metà degli anni venti.
Fu utilizzato principalmente dalla V-VS che lo impiegò come bombardiere assegnandogli la denominazione operativa TB-1 (dal cirillico ТБ-1: Тяжелый Бомбардировщик -Tâželyj Bombardirovŝik- bombardiere pesante); ne fu realizzata anche una versione idrovolante che fu destinata al ruolo di aerosilurante.
L'ANT-4 fu il primo bimotore monoplano dalla struttura metallica e con ala a sbalzo prodotto in serie nel mondo.

## Sviluppo
All'inizio degli anni venti la V-VS decise di dotarsi di un bombardiere pesante; l'assenza di un costruttore nazionale di comprovata esperienza portò a prendere in considerazione la possibilità di affidarne la realizzazione ad un'azienda straniera: vennero presi contatti con la britannica Bristol Aeroplane Company che non ebbero però esito positivo a causa dell'elevato prezzo richiesto per il progetto ed in ragione dei tempi di realizzazione, prospettati in circa due anni.

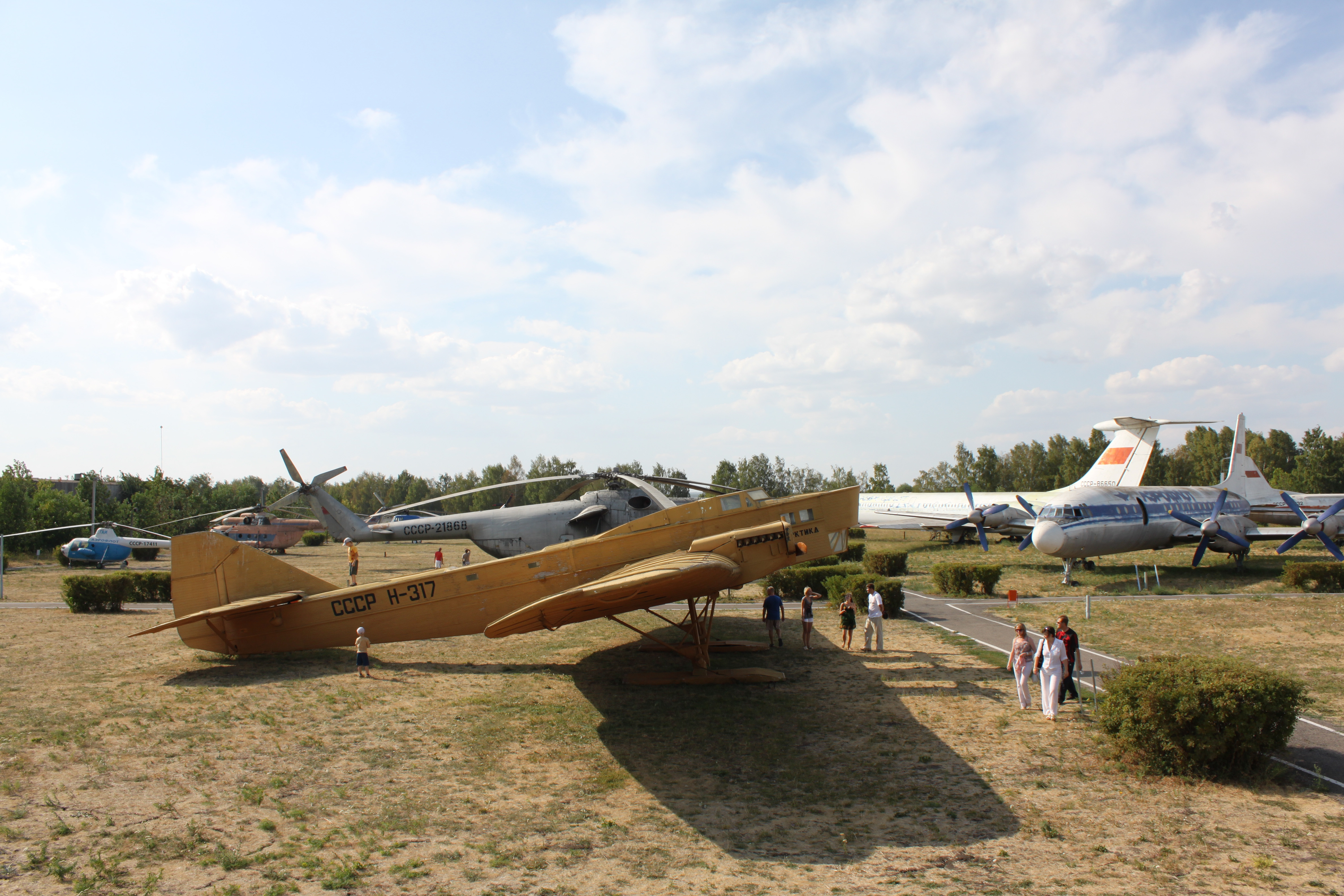
L'esemplare di Tupolev ANT-4 esposto presso il museo aeronautico dell'UHCAS, a Ul'janovsk.

In questo contesto Tupolev propose di far realizzare il progetto dallo TsAGI considerando possibile la realizzazione del prototipo in soli nove mesi; l'offerta venne accettata ed il lavoro commissionato l'11 novembre del 1924.
Sviluppando i concetti tecnici già sperimentati con i quasi contemporanei ANT-2 ed ANT-3, Tupolev realizzò un bimotore dalla struttura interamente metallica con rivestimento in duralluminio corrugato; i motori installati sul prototipo erano due V-12 britannici Napier Lion.
Il prototipo venne realizzato al secondo piano della struttura nella quale era ubicato lo TsAGI e fu ultimato, come promesso, per l'11 agosto del 1925; tuttavia, date le dimensioni (per l'epoca) generose, una volta completato costrinse i propri costruttori a smontarlo e ad abbattere un muro perimetrale per consentire il trasferimento delle ali.
Una volta riassemblato presso l'aerodromo di Hodynka (allora unico aeroporto di Mosca), l'ANT-4 fu finalmente portato in volo il 26 novembre di quello stesso anno dotato di terminali del carrello d'atterraggio a sci. Si trattava, all'epoca, del più grande velivolo mai realizzato in Unione Sovietica.

## Descrizione tecnica

### Struttura
Come già accennato, l'ANT-4 era un grosso monoplano ad ala a sbalzo dalla struttura completamente metallica rivestita in lamierino di duralluminio ondulato; la cabina di pilotaggio era completamente scoperta e solamente la postazione del mitragliere di prua era annegata nella fusoliera e completamente vetrata.
Il carrello d'atterraggio era di tipo classico con l'elemento anteriore fisso, disposto al di sotto delle gondole dei motori e dotato di una singola ruota per parte; l'elemento posteriore era costituito da un pattino collocato all'estremità posteriore della fusoliera.
Anche i piani di coda erano di tipo monoplano e prevedevano uno stabilizzatore verticale disposto nel piano di simmetria della fusoliera e quello orizzontale collocato alla sua base.

### Motore
Mentre il prototipo era motorizzato con due V-12 Napier Lion, venne subito ricercata una soluzione in grado di fornire maggior potenza e la scelta cadde inizialmente su unità costruite dalla francese Lorraine-Dietrich. Questi propulsori non vennero tuttavia mai impiegati in quanto, già dall'aprile del 1927 si decise di optare per i tedeschi BMW VI che ben presto sarebbero stati costruiti su licenza come Mikulin M-17. Questi ultimi erano motori a V da 12 cilindri raffreddati a liquido, capaci di 680 CV di potenza.

### Armamento
Nella versione di serie impiegata come bombardiere l'armamento difensivo era costituito da 6 mitragliatrici calibro 7,62 mm; secondo le diverse fonti si trattava di armi del tipo PV-1 oppure del tipo DA (versione aeronautica della mitragliatrice DP.
L'armamento offensivo era costituito da un carico massimo di bombe per 1 000 kg, contenute in una stiva all'interno della fusoliera. Nella versione TB-1P l'armamento offensivo era costituito da un siluro.

## Impiego operativo

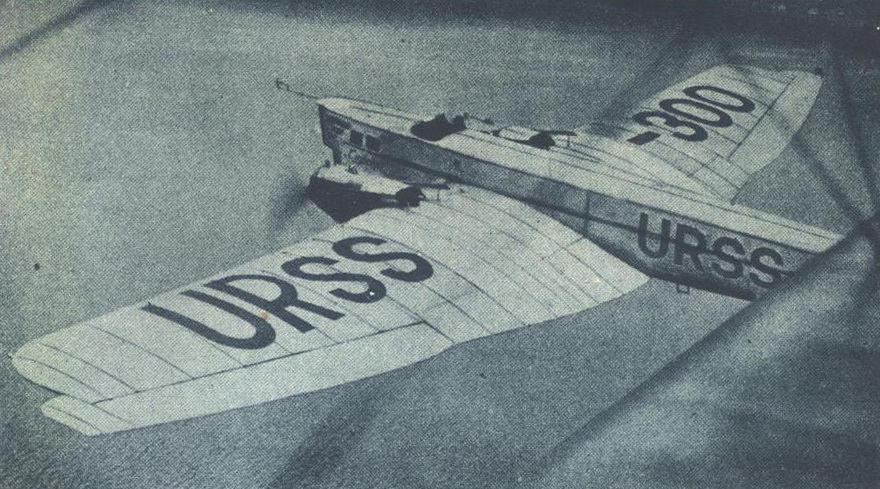
Una rara foto dell'ANT-4 "Strana Sovetov" in volo tra Mosca e New York.

Il prototipo dell'ANT-4 effettuò una lunga serie di voli di prova protratti fino al 2 luglio 1926 al termine dei quali venne presa la decisione di procedere con il programma di sviluppo; tra le modifiche richieste ci fu, come detto, la sostituzione delle unità motrici con altre di maggiore potenza.
Il secondo velivolo, dotato dei motori BMW VI di produzione tedesca, venne anche equipaggiato con una mitragliatrice Lewis per ciascuna delle tre postazioni previste (una all'estremità di prua, una nel tronco centrale della fusoliera, una all'estremità di coda). Questo secondo esemplare fu ultimato nell'estate del 1928 e venne portato in volo per la prima volta il 15 agosto; in questo caso i voli di prova vennero portati a termine il 26 marzo 1929.
Nell'estate del medesimo anno venne portata a termine la costruzione del primo velivolo di serie cui, negli anni successivi, fecero seguito un totale di 215 esemplari. Rispetto ai prototipi gli esemplari di serie erano dotati di 6 mitragliatrici Degtjarëv disposte a coppie nelle tre postazioni standard. Trattandosi del primo bombardiere pesante ad entrare in servizio nei reparti della V-VS, il Tupolev ANT-4 venne identificato con la sigla TB-1.
Venne programmata una serie di voli dimostrativi a lungo raggio; il primo di questi fu un volo non-stop tra Mosca e Voronež e ritorno (per un totale di circa 1 600 km). Il passo successivo, autorizzato da Stalin in persona, fu quello di raggiungere New York con un volo in direzione est, dopo aver toccato diverse città dell'Unione Sovietica.
L'8 agosto del 1929 un esemplare denominato Strana Sovetov (in russo, Nazione dei Sovietici) affidato al pilota Semion Shestakov decollò da Mosca; l'impresa venne interrotta a causa di un atterraggio d'emergenza non distante da Omsk, durante il quale il velivolo rimase danneggiato. Dopo quindici giorni, a bordo di un altro velivolo cui venne dato lo stesso nome del precedente, il tentativo venne ripetuto e questa volta, non senza imprevisti e difficoltà, fu coronato da successo: dopo aver toccato Omsk, Novosibirsk, Krasnojarsk, Čita e Chabarovsk l'ANT-4 attraversò l'Oceano Pacifico raggiungendo le Isole Aleutine e Sitka (in Alaska). Da qui il volo proseguì alla volta di Seattle, San Francisco, Chicago e Detroit per raggiungere New York il 3 novembre; complessivamente, in 137 ore di volo, erano stati coperti 21 242 km.
L'ANT-4 assurse agli onori delle cronache quando un esemplare della Aviaarktika, nel marzo del 1934, fu il primo velivolo a raggiungere e soccorrere l'equipaggio della nave Cheliuskin rimasta intrappolata tra i ghiacci nello Stretto di Bering.
Gli esemplari di TB-1 in servizio con la V-VS vennero ritirati dalla prima linea nel corso del 1941, all'inizio della seconda guerra mondiale.

### Impieghi sperimentali
Il Tupolev ANT-4 nel corso degli anni venne impiegato in diversi progetti sperimentali: tra questi figura un sistema di decollo assistito da razzi (una sorta di precursore di quello che diverrà noto come RATO, acronimo di Rocket-Assisted Take Off) che consentiva, mediante l'installazione di tre coppie di razzi al di sopra ed al di sotto di ogni semiala, di ridurre la durata della corsa al decollo dai normali 27 secondi a soli 5.
Il TB-1 fu poi il primo velivolo-madre ad impiegato nei test del Progetto Zveno per l'impiego di caccia parassiti (in questo caso si trattava di caccia I-4).
Nel periodo compreso tra il 1933 ed il 1935 il TB-1 venne impiegato nella sperimentazione di un sistema per il rifornimento in volo: i primi esperimenti videro un Polikarpov R-5 impegnato a rifornire un TB-1; successivamente fu il grosso Tupolev ad essere utilizzato come aerocisterna per il rifornimento, in un primo tempo, di aerei da caccia Polikarpov I-15 e I-16 e, più tardi, di un altro TB-1. Il sistema di rifornimento consisteva in un tubo attraverso il quale fluiva il carburante; la manovra di aggancio del tubo al serbatoio del velivolo ricevente era effettuata manualmente.
Infine i TB-1 vennero impiegati per lo sviluppo di sistemi di lancio paracadutato di materiali bellici pesanti quali veicoli, pezzi d'artiglieria e carri armati leggeri.

## Versioni
I dati sulle versioni sono tratti da "Enciclopedia l'Aviazione".
- ANT-4 (AHT-4): primo prototipo; motorizzato con due Napier Lion da 450 hp.
- ANT-4bis: terzo prototipo; modificato nelle gondole dei motori e dotato di armamento potenziato.
- TB-1 (ТБ-1): dal cirillico Тяжелый Бомбардировщик (Tâželyj Bombardirovŝik), bombardiere pesante; fu la versione di serie, realizzata in 152 esemplari che furono impiegati dalla V-VS nei reparti da bombardamento.
- TB-1P (ТБ-1П): dal cirillico Поплавок (Poplavok)[2], galleggiante; la sigla stava ad indicare che si trattava di una versione idrovolante, dotata di galleggianti a scarponi in luogo delle ruote del carrello d'atterraggio. Ne furono costruiti 66 esemplari che vennero impiegati come aerosiluranti.
- G-1 (Г-1): dal cirillico Грузовой (Gruzovoj), da carico; designazione assegnata agli esemplari che, a partire dal 1933, vennero radiati dalla V-VS e trasferiti alla Aeroflot ed alla Aviaarktika. Gli ultimi di questi velivoli furono impiegati per trasporti di materiale verso le stazioni scientifiche polari fino al 1948[2].

## Utilizzatori
Dati tratti da "Tupolev The Man and His aircraft".

### Militari
Unione Sovietica
- Sovetskie Voenno-vozdušnye sily

### Civili
Unione Sovietica
- Aeroflot
- Aviaarktika